# Nattens engel
Nattens engel (conocida en España como El ángel de la noche) es una película de comedia y terror de 1998, dirigida por Shaky González, que a su vez la escribió junto a Lars Detlefsen, musicalizada por Søren Hyldgaard, en la fotografía estuvo Jacob Kusk y los protagonistas son Maria Stokholm, Mette Louise Holland y Tomas Villum Jensen, entre otros. El filme fue realizado por Wise Guy Productions, se estrenó el 4 de diciembre de 1998.

## Sinopsis
Rebecca recibe como herencia la mansión gótica de su abuela y lo festeja invitando a su mejor amiga y a su novio para estar juntos el fin de semana. Examinando las criptas, descubren un antiguo libro que muestra una descripción específica de la vida de un vampiro.